# Džamcin Davaadžav
Džamcin Davaadžav (Жамцын Даваажав 28. června 1955 – 2000) byl mongolský zápasník, který se věnoval oběma stylům, výraznějších úspěchů však dosáhl jako volnostylař. Dvakrát startoval na olympijských hrách. V roce 1976 v Montrealu startoval v řecko-římském stylu a vypadl ve druhém kole, v roce 1980 vybojoval na hrách v Moskvě stříbrnou medaili ve volném stylu v kategorii do 74 kg. V roce 1977 a 1979 vybojoval čtvrté a v roce 1981 páté místo na mistrovství světa.